# Diecezja Trewiru

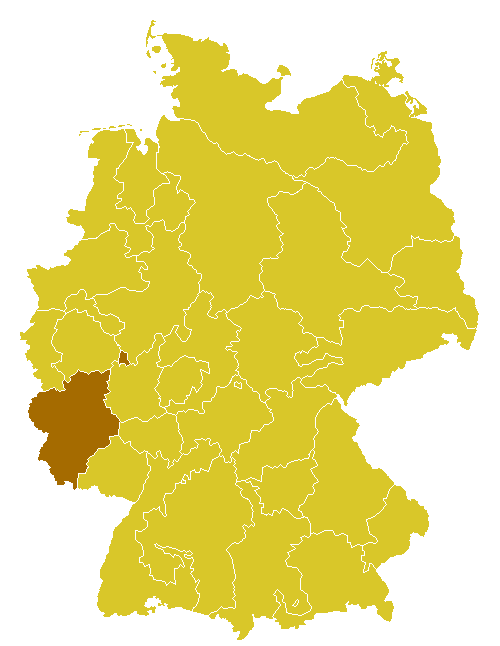
Obecne granice diecezji Trewiru

Diecezja Trewiru (niem. Bistum Trier, łac. Dioecesis Trevirensis) – diecezja Kościoła rzymskokatolickiego w metropolii Kolonii w zachodniej części Niemiec. Jej powstanie datowane jest już na I wiek. W VIII wieku uzyskała status archidiecezji, lecz utraciła go w 1801. Dzisiejszy kształt terytorialny posiada od 1821. Jest jedną z siedmiu diecezji katolickich w Niemczech, na obszarze których katolicy stanowią większość ludności.